# Alan Fontaine
Alan Fontaine (ur. 1949 w Fortalezie, zm. 4 stycznia 2011 w São Paulo) – brazylijski aktor telewizyjny i producent filmowy.

## Wybrana filmografia
- 1974: O Signo de Escorpião
- 1976: O Trapalhão no Planalto dos Macacos
- 1977: O Trapalhão nas Minas do Rei Salomão jako cygan Lambrusco
- 1979: Diário de Uma prostituta
- 1980: A Virgem e o Bem-Dotado
- 1980: O Doador Sexual
- 1981: Sadismo – Aberrações Sexuais
- 1981: A Cobiça do Sexo
- 1981: As Intimidades de Duas Mulheres
- 1981: A Opção
- 1982: O Menino Jornaleiro
- 1982: Sexo às Avessas
- 1983: Ninfetas do Sexo Selvagem
- 1983: Sexo Animal
- 1984: O Analista de Taras Deliciosas jako dr Moss
- 1984: As Delícias do Sexo Explícito
- 1984: As Rainhas da Pornografia
- 1984: Tudo Dentro
- 1985: AIDS, Furor do Sexo Explícito
- 1985: Ninfetas do Sexo Ardente
- 1985: A Noite das Penetrações
- 1985: Viagem Além do Prazer
- 1986: Boca Quente – Quando a Boca Engole Tudo
- 1992: Gaiola da Morte
- 2003: Trabalha como fotógrafo para „castings” de modelos e atrizes